# Isocladus bahamondei
Isocladus bahamondei is een pissebed uit de familie Sphaeromatidae. De wetenschappelijke naam van de soort is voor het eerst geldig gepubliceerd in 1997 door Carvacho.